# Carnaval de Río de Janeiro
El Carnaval de Río de Janeiro es una fiesta popular de origen religioso e histórico-social que se realiza durante cinco días consecutivos en el mes de febrero desde 1893 con la creación del primer rancho carnavalesco, el "Rei de Ouros", por parte del baiano, hijo de esclavos libertos, Hilário Jovino Ferreira. Este festival es considerado el carnaval más grande del mundo por el Libro de Récords. Es una celebración mundialmente famosa, conformada por diferentes tipos de manifestaciones culturales como los desfiles de escuelas de samba, bailes de máscaras, fiestas móviles de los blocos de embalo seguidos por sus foliões (en español: "juerguistas") disfrazados, y también bandas de rúa y blocos de enredo ("escuelas de samba" de pequeño tamaño), llamados "cordões". También se caracteriza por la irreverencia y la banalidad, los nombres de doble sentido (sobre todo para los blocos) y la diversidad cultural, musical y sexual.
El desfile competitivo de las escolas de samba fue ideado por el periodista Mário Filho (hermano del dramaturgo Nelson Rodrigues), quien organizaó a través de su periódico Mundo Sportivo el primer certamen oficial en 1932. Otro recifense, Pedro Ernesto, también actuó de forma decisiva para el éxito del evento: cuando fue alcalde del entonces Distrito Federal, se convirtió en el primer político en dar apoyo financiero al carnaval, dentro de un proyecto que buscaba transformar a Río de Janeiro en una potencia turística, y en 1935 reconoció y oficializó los desfiles.
Luego de un periodo de decadencia de los festejos callejeros durante las décadas de 1980 y 1990, cuando el carnval de la ciudad se reducía casi únicamente a los desfiles de las escuelas de samba, el carnaval de los blocos y de las bandas de rúa volvió a crecer, ingresando oficialmente al Libro Guinness. Actualmente, el carnaval callejero de la ciudad es casi cinco veces más grande que los festejos realizados por las escuelas de samba y se presenta como un evento multifacético poseyendo blocos de los ritmos más variados como samba, marchas, ritmos nordestinos y otros; y blocos temáticos que tocan desde Mamonas Assassinas a Los Beatles.
El carnaval carioca puede ser considerado un evento cultural de alto prestigio, ya habiendo sido elegido por los internautas del sitio web Fun Party como la mejor fiesta del mundo. Es citado constantemente como el carnaval más famoso que existe.

## Historia

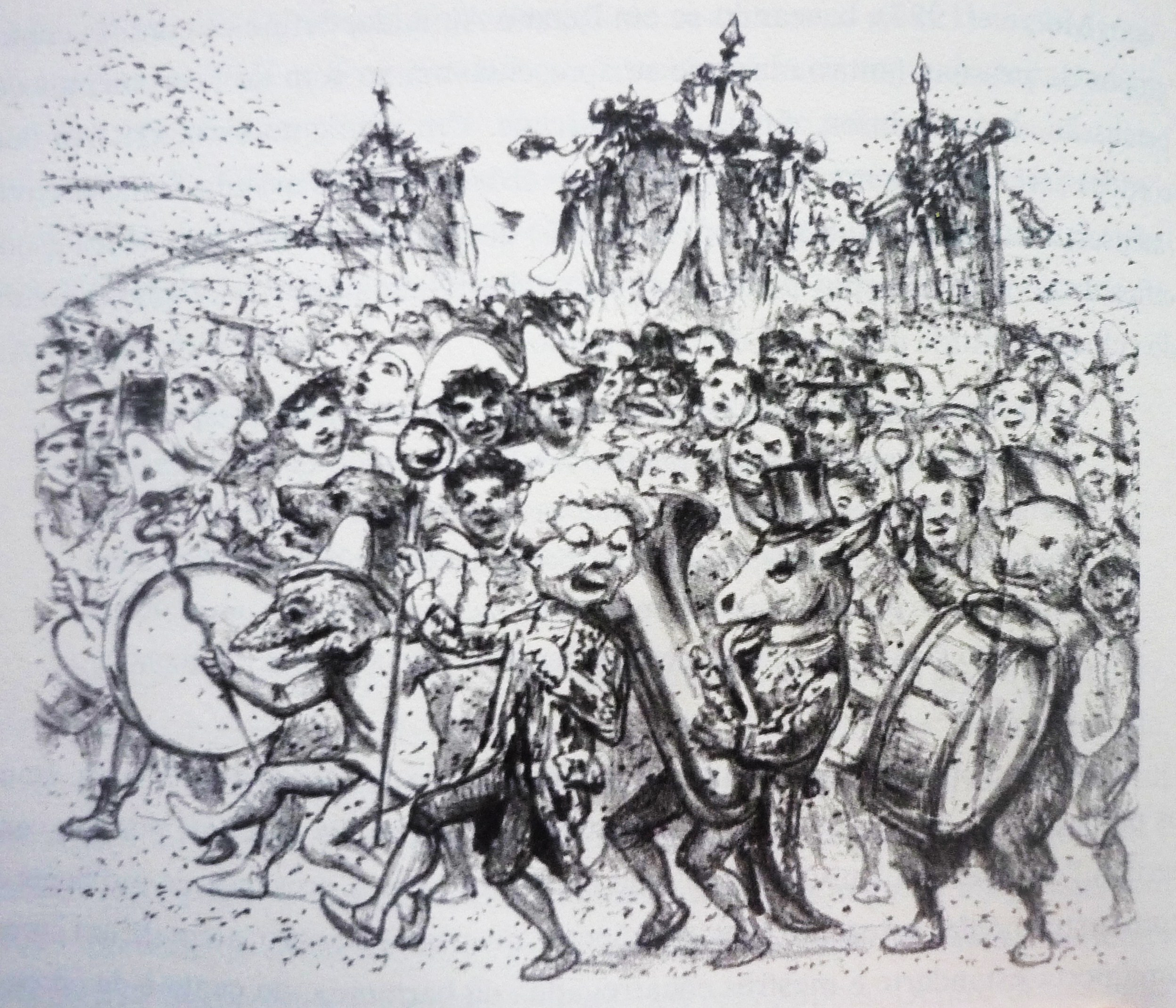
El Carnaval de Río de Janeiro. Las familias que aguantan tubos y otras cosas, 1907.

Su historia se remonta al periodo de la independencia brasileña, cuando la élite carioca decidió alejarse del pasado lusitano y acercarse a las nuevas potencias capitalistas. La ciudad y la cultura de París se convertirían así en los parámetros que guiarían las modas y los modales a importar. 
Paralelamente al movimiento de instauración de una fiesta civilizada, otras diversiones fueron tomando forma rápidamente en la ciudad: el "entrudo", con su algarabía desorganizada y espontánea, los grupos negros de Congadas (o Congos) y Cucumbis, que aprovechaban la relativa liberalidad reinante para obtener autorización policial para actuar y, además, otros grupos que reunían a la población necesitada de negros libertos y pequeños comerciantes portugueses (más tarde conocidos como "Zé Pereiras"), que se sentían animados a pasear por las calles.
La mezcla de estos diferentes grupos acabó forzando una especie de diálogo entre ellos. En poco tiempo, las influencias mutuas se hicieron patentes cuando el carnaval popular adoptó los trajes y la organización característicos de la fiesta burguesa. Las sociedades carnavalescas, a su vez, empezaron a incorporar muchos de los ritmos y sonidos típicos de los juegos populares.
El resultado de todo esto fue que las calles de Río de Janeiro verían surgir toda una variedad de grupos que representaban todo tipo de posibles interinfluencias. Es esta multiplicidad de formas carnavalescas, esta libertad organizativa de los grupos, lo que daría lugar a una identidad propia del carnaval de Río. Una identidad forjada en las calles, entre diálogos y tensiones.

### Bailes
El carnaval de la capital francesa fue uno de los elementos de influencia haciendo que el jolgorio carioca presentase rápidamente bailes de máscaras según el modelo parisino. Inicialmente promovidos o fomentados por las Sociedades de Baile que existían en la ciudad (como la "Constante Polka", por ejemplo), estos bailes acabaron siendo suplantados por bailes públicos, como el famoso baile público del Teatro São Januário promovido por Clara Delmastro.
El gran éxito de los bailes acabaría fomentando otras formas de diversión, como los paseos al estilo del ya casi desaparecido carnaval romano. La idea de desplazarse a los bailes en carruajes abiertos sedujo a la burguesía, que vio en ello una oportunidad para lucir sus ricos trajes ante el pueblo y "civilizar" el carnaval de forma "entruda".
Los cariocas, deslumbrados por estos desfiles, no se privaban de saludar a los elegantes enmascarados con su limões de cheiro. La tensión resultante de este enfrentamiento carnavalesco llevó a la élite a intentar organizar cada vez más sus salidas reuniendo un gran número de carruajes y haciendo que se incorporara a los desfiles una ostentosa presencia policial.

### Sociedades carnavalescas
Poco a poco, estos "paseos" fueron adquiriendo cierta independencia de los bailes hasta que, en 1855, un grupo de ciudadanos notables organizó lo que se conoció como la primera gira de una sociedad carnavalesca por una ciudad brasileña: el desfile del "Congresso das Sumidades Carnavalescas". El éxito de este evento abriría la puerta a la aparición de decenas de sociedades carnavalescas que, en pocos años, ya competían por el escaso espacio en el centro de la ciudad durante los días de carnaval.

### Blocos yCordõesdel carnaval de rúa

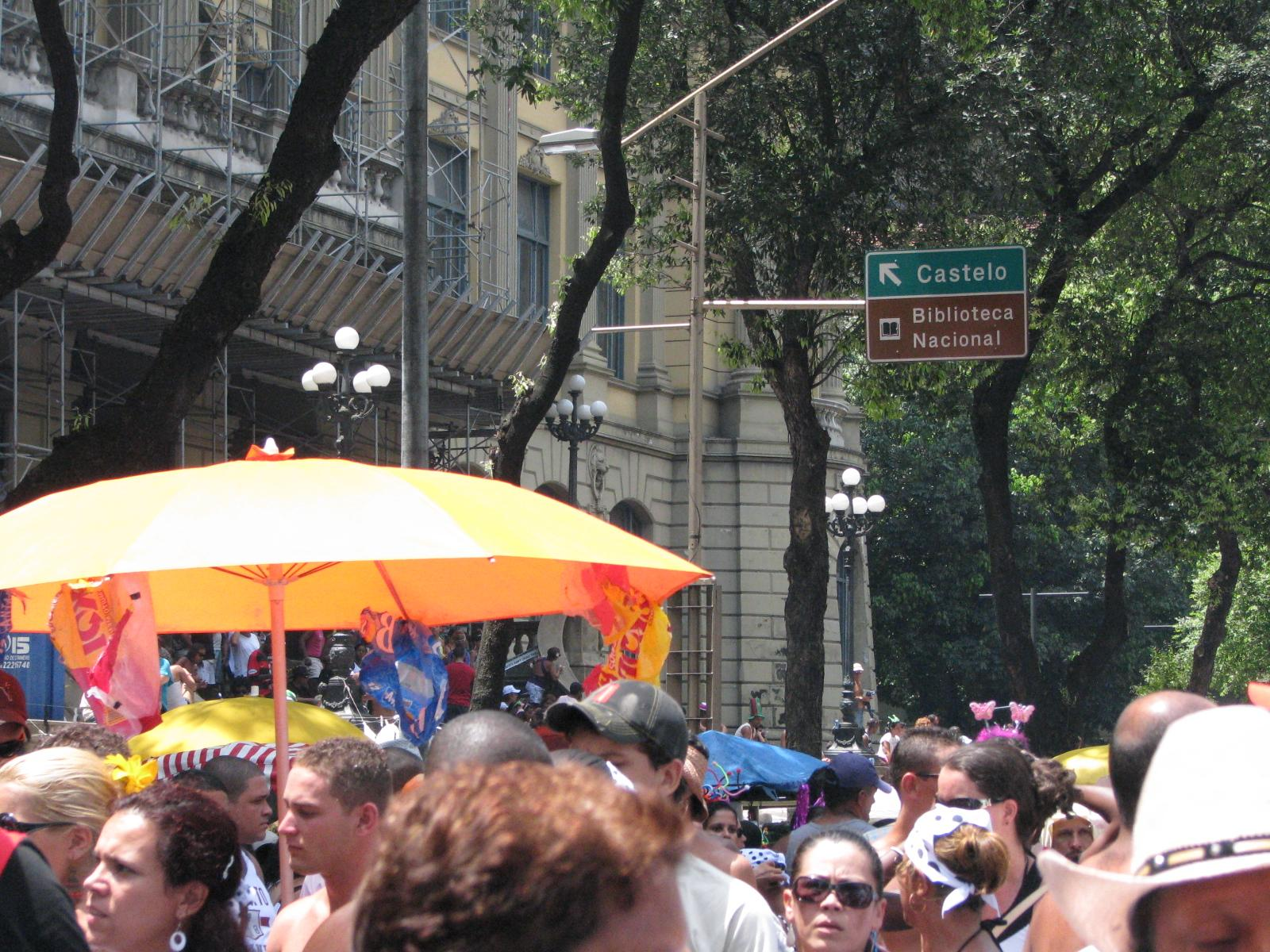
Cordão da Bola Preta, el "bloco" de carnaval más antiguo de Río de Janeiro

Río de Janeiro es la ciudad que tiene más tradición en lo que se refiere a blocos callejeros. Desde mediados del siglo XIX, la gente sale a las calles de la "ciudad maravillosa" para divertirse y participar del carnaval en cualquier forma de organización (o desorganización).
En la década de 1930, el alcalde Pedro Ernesto oficializó el Carnaval de Río. Y a partir de entonces, la ciudad también comenzó a jugar en grupos de categorías separadas, como blocos, ranchos, cordões, Zé Pereiras, corsos y sociedades. Grupos más organizados y con muchos participantes.
El carnaval callejero comienza siempre antes de la fecha oficial, entre los días 15 y 22 de enero. A partir de entonces, los blocos empiezan a salir los viernes y fines de semana y el día de San Sebastián. Los primeros blocos en salir son siempre: Aconteceu..., Bloco da Preta, Céu na Terra, Em Cima da Hora, Ih! É Carnaval, Me Enterra na Quarta; entre otros. Actualmente, el carnaval popular de la ciudad cuenta con los blocos Afroreggae, Banda de Ipanema, Bagunça Meu Coreto, Bangalafumenga, Boêmios de Irajá, Cordão da Bola Preta, Carmelitas, Empolga às 9, Escravos da Mauá, Herdeiros da Vila, Me Beija Que Eu Sou Cineasta, Monobloco, Orquestra Voadora, Quizomba, Sargento Pimenta, Vaga lume o Verde, ¿Vai Barrar? ¡Nunca!, Volta Alice, entre otros.

### Clubes de frevo
Los clubes de frevo fueron una manifestación común entre los años 30 y los años 90, cuando terminó el desfile competitivo. Los clubes Flôr do Estácio, Frevo Comunidade da Raia, Frevo Santa Teresa y Alegria do Rio desfilaron por última vez en 2017.

### Escuelas de samba

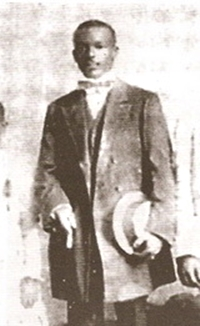
Hilário Jovino Ferreira, creador del primer rancho carnavalesco, que dio origen a las escuelas de samba

Las escuelas de samba tienen como precursores los ranchos carnavalescos. El "Rei de Ouros", creado en 1893 por el bahiano Hilário Jovino Ferreira, fue el primero y el responsable de introducir novedades como el "enredo" (en español: trama), personajes como la pareja de mestre-sala y porta-bandeira y el uso de instrumentos de cuerda y viento..
A finales de la década de 1920, Brasil buscaba crear una identidad capaz de diferenciarse dentro del nuevo orden mundial establecido tras la Primera Guerra Mundial. El concepto de negritud se destacó en todo el mundo valorizando producciones culturales negras como el Arte africano y el jazz. Las fiestas de carnaval y el nuevo ritmo negro emergente, la samba, serían la base para la formulación de un sentimiento de brasileñidad. La valorización de la samba y de la negritud acabaría aumentando el interés de la intelectualidad por los nuevos "grupos de samba" que surgían en las favelas de Río de Janeiro. Estos grupos empezaron a actuar "en el asfalto", es decir, lejos de las favelas y recibieron el nombre de escuelas de samba.
En 1932, la publicación periódica Mundo Sportivo, propiedad del periodista pernambucano Mário Filho (hermano del dramaturgo Nelson Rodrigues), decidió organizar el primer desfile competitivo de escuelas de samba.
Tratadas inicialmente como una especie de curiosidad "folclórica", las escuelas de samba fueron cautivando a la sociedad carioca con su marcado ritmo, el inesperado sonido de sus cabrochas y los temas populares de sus letras. Mantenidas durante décadas como elementos secundarios del jolgorio carnavalesco carioca, las escuelas de samba adquirieron gran protagonismo a partir de los años 50, con la incorporación de las clases medias a los desfiles, consecuencia del acercamiento entre las escuelas y los intelectuales de izquierda. A partir de entonces subirían los peldaños del éxito hasta convertirse en el gran acontecimiento del carnaval nacional.
La primera escuela de samba surgió en Río de Janeiro y se llamó Deixa Falar (en español: "Deja Hablar"). Fue creada por un cantante de samba carioca llamado Ismael Silva. Años más tarde, Deixa Falar se convirtió en la escuela de samba Estácio de Sá. A partir de entonces, el carnaval callejero tomó una nueva forma. Empezaron a surgir nuevas escuelas de samba en Río de Janeiro y São Paulo. Organizadas en Ligas de Escuelas de Samba, se celebraron los primeros campeonatos para ver qué escuela de samba era la más bonita y animada.

#### La Era Joãosinho Trinta

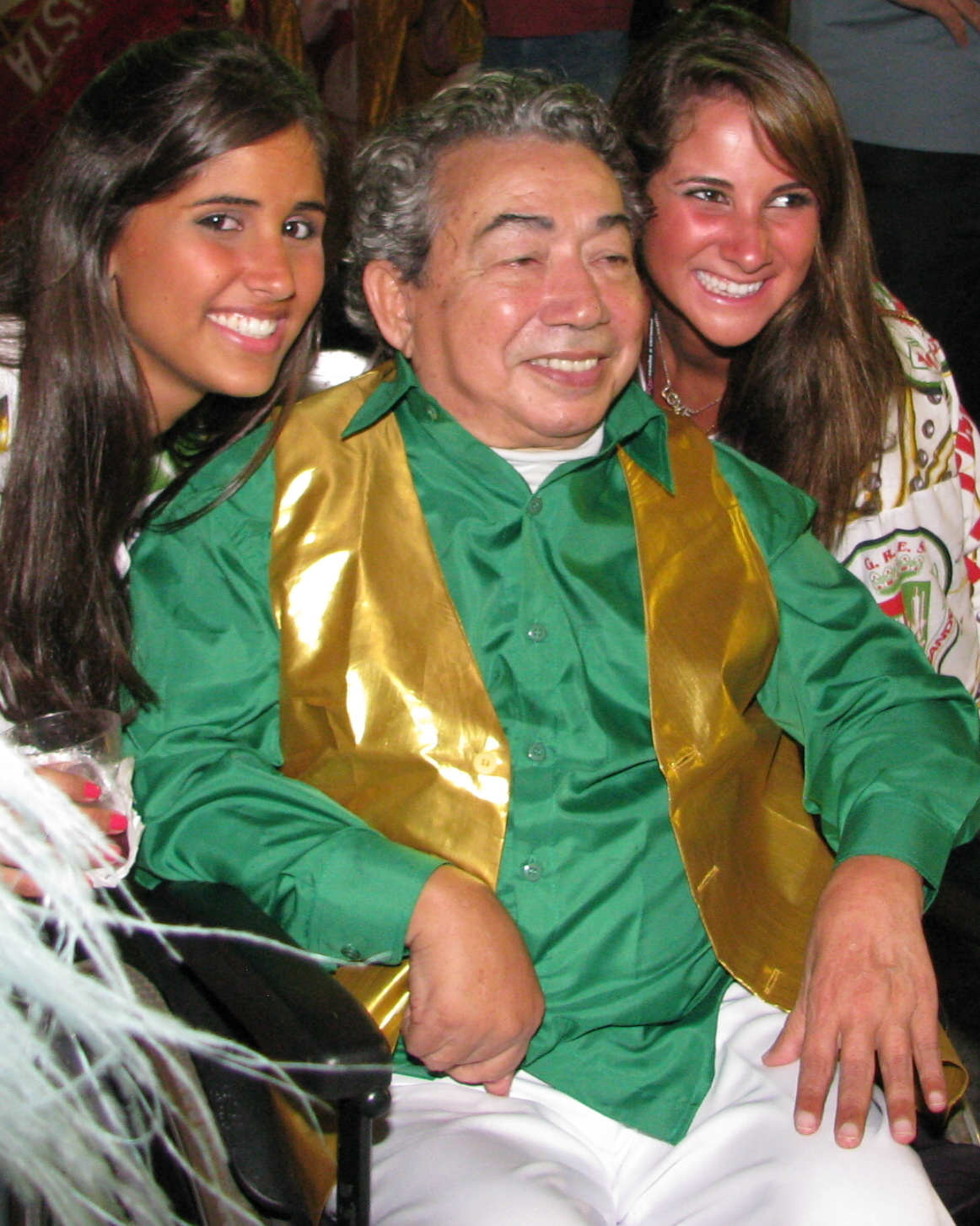
Joãosinho Trinta

Joãosinho Trinta fue uno de los carnavaleros brasileños más emblemáticos y, probablemente, más polémicos. Su carrera comenzó cuando su nombre artístico aún se escribía con "z". Aunque no era carioca sino de São Luís, en Maranhão, se convirtió en uno de los símbolos del Carnaval de Río de Janeiro. Debutó en el carnaval carioca en la década de 1960 en la escuela Acadêmicos do Salgueiro y se convirtió en el diseñador de carnaval de la escuela en 1973, en Salgueiro ganó dos títulos en 1974 y 1975.
Dejó Salgueiro en 1976 y se fue a Beija-Flor de Nilópolis donde estrenó en la historia de los desfiles de las escuelas de samba el uso de nuevos elementos en carrozas y disfraces como el tan utilizado "esplendor". Ganó tres títulos en 1976, 1977 y 1978 para la escuela de Nilópolis, eliminando la hegemonía de los 4 Grandes (Portela, Império Serrano, Salgueiro y Mangueira). Su mayor y mejor desfile fue en 1989 con el enredo "Ratos e urubus, larguem minha fantasia" (en español:"Ratas y buitres, suelten mi disfraz"), que tenía la polémica de un Cristo cubierto por orden judicial. En la tela de la portada estaba escrito "MESMO PROIBIDO OLHAI POR NÓS" (en español: "Incluso prohibido, vela por nosotros").
Innovó en 2001 para Acadêmicos do Grande Rio cuando mostró algo nunca visto en el Carnaval: el estadounidense Eric Scott levantó vuelo en medio de la avenida en una impactante osadía que asombró a los espectadores. Con tecnología importada de la NASA, el evento quedó marcado en la historia del Carnaval de Río. Joãozinho ganó un total de 11 títulos de carnaval en Río. Es el dueño de la famosa frase "A la gente le gusta el lujo. A quien le gusta la miseria es intelectual”

#### La Era Paulo Barros
Paulo Barros, hasta entonces desconocido para el público, emergió a la escena carnavalesca en la década de 2000 trayendo los llamativos "carros vivientes" (alegorías formadas por personas realizando coreografías) y se hizo famoso con los sorprendentes desfiles de Unidos da Tijuca, una modesta escuela que hasta entonces sólo había ganado un título en 1936. Después de años en los que sólo conseguía subcampeonatos, el diseñador del carnaval finalmente ganó el título con el enredo "É segredo" (en español: "Es un secreto") para la escuela de Tijuca. La comitiva, que se cambió de ropa en Sapucaí, fue el punto culminante del campeonato de carnaval de Unidos da Tijuca en 2010, y lo ha sido desde entonces, Paulo Barros asumió el cargo de carnivalesco-sensación de los desfiles, después de lo cual pasó a ganar los Carnavales de 2012 y 2014 para la escuela de Tijuca.
Después de ganar el título tres veces, fue a Mocidade Independente para el Carnaval del 2015. Como el diseñador de carnaval más caro de Río de Janeiro había gran expectativa de que el título fuera para Padre Miguel, pero logró un amargo 7º lugar después de lo cual dejó la escuela.
En 2016 pasó a Portela, la escuela de Madureira que a pesar de ser la que ostenta mayor número de campeonatos no ganaba desde 1984. En el primer año obtuvo el 3er lugar, creándose un estigma como carnavalero que sólo gana en Unidos da Tijuca, Sin embargo, en 2017, él y Portela volvieron a ser campeones. La escuela llevaba 33 años sin ganar un título y conquistó su 22º título con el enredo Quem nunca sentiu o corpo arrepiar ao ver esse rio passar?" (en español: "¿Quién nunca sintió la piel de gallina al ver pasar este río?") Este fue el cuarto título de Paulo Barros y se quitó el título de carnavalesco que sólo ganaba para Unidos da Tijuca. 
Después de ganar el 2017 con Portela, decide volver a Unidos de Vila Isabel, la escuela donde fue carnavalesco en 2009.

#### Influencia en todo el mundo
Con la ciudad de Río de Janeiro como cuna, los desfiles de las escuelas de samba han ganado fama internacional con el tiempo y se han extendido a varios países, teniendo lugar en lugares como Argentina y Finlandia. 

## Blocos de rúa

### Cordão da Bola Preta
En 1918, surgió el famoso Cordão da Bola Preta que, según muchos, nunca fue un "cordão" como tal, sino un bloco cuyo propósito y misión contenidos en sus estatutos era revitalizar y revivir las tradiciones de los antiguos "cordões" que habían desaparecido. 
La marcha del bloco, la "Marcha do Cordão da Bola Preta", es una de las canciones más famosas y emblemáticas del carnaval brasileño, eternizada por los versos "Quem não chora, não mama".
El Cordão da Bola Preta fue fundado por Álvaro Gomes de Oliveira (también conocido como "Caveirinha"), Francisco Brício Filho (Chico Brício), Eugênio Ferreira, João Torres y los tres hermanos Oliveira Roxo, Jair, Joel y Arquimedes Guimarães, en 1918. Se dice que Caveirinha dio nombre al bloco cuando vio pasar a una hermosa mujer en un vestido blanco con bolas negras. 
En 2012, el bloco de Río de Janeiro atrajo, según estimaciones de la policía militar, un público de aproximadamente 2,3 millones de personas por las calles del centro de Río. Según los organizadores del desfile y algunos medios de comunicación, esto habría llevado al bloco a arrebatar informalmente a Galo da Madrugada (de Recife) el título de mayor bloco de carnaval del mundo, iniciando así una rivalidad entre ambas agrupaciones. 

### Nombres curiosos con doble sentido

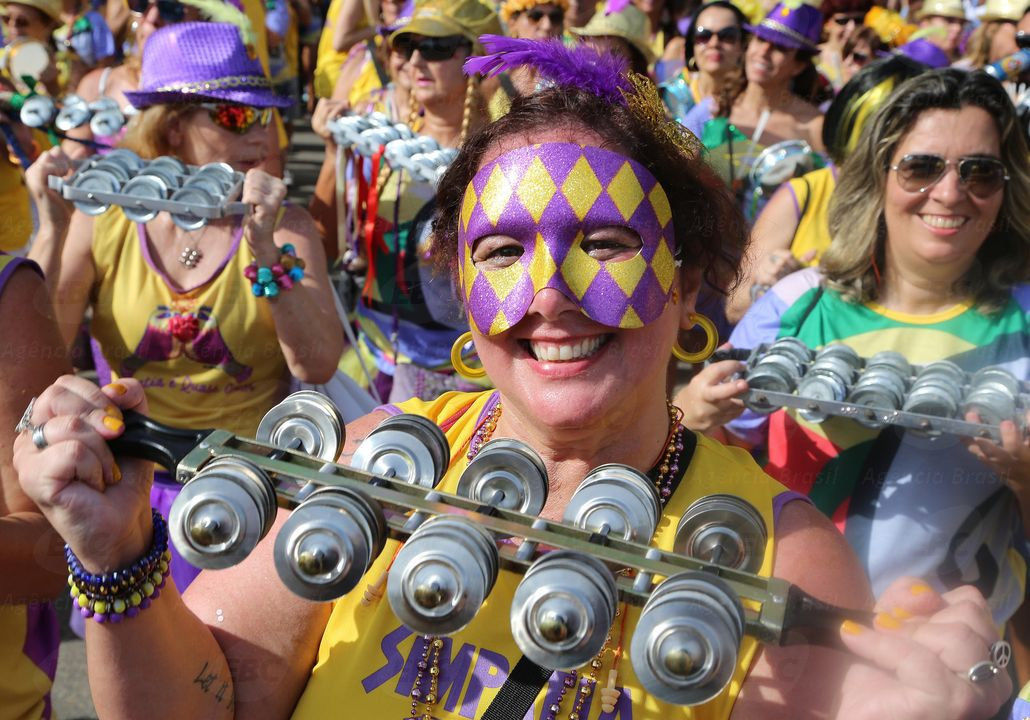
Bloco Simpatia é Quase Amor en 2016

Característica definitoria del carnaval callejero de Río, los nombres graciosos y de doble sentido llaman la atención.
En febrero de 2012, la banda carioca Forfun interpretó la canción Largo dos Leões en promoción de su tercer álbum Alegria Compartilhada'; en la canción todas las estrofas son combinaciones de los nombres de los principales blocos de embalo en honor al carnaval de la ciudad y especialmente de los blocos que pasan por el barrio de Humaitá.

### Decreto que prohíbe la venta de abadás
En 2013, el entonces alcalde de Río de Janeiro, Eduardo Paes, publicó un decreto en el Boletín Oficial que prohibía la venta de abadás y cualquier otro tipo de restricción o demarcación de áreas privadas durante los desfiles de blocos en la ciudad con el objetivo de garantizar que el carnaval callejero de Río siguiera siendo una fiesta popular, gratuita y accesible para todos. 
El carnaval callejero de Río de Janeiro es constantemente considerado como uno de los más democráticos y accesibles del país, no sólo porque ofrece una gran diversidad temática, rítmica y cultural, sino también porque permite que cualquier persona que quiera participar en las fiestas lo haga de forma gratuita. Todos los blocos y bandas de la ciudad son gratuitos.

### "Bloques Temáticos"
Con el resurgimiento del carnaval callejero de Río también vino una intensa diversificación musical y cultural en general que se puede ver en la aparición de los "blocos temáticos", que surgieron como una característica definitoria del festival, como los blocos: Sargento Pimenta, que desfila al son de la banda inglesa The Beatles; Pra Iaiá, formado exclusivamente por fans y ex-músicos del grupo musical Los Hermanos; Terreirada Cearense, centrado en la música de raíz del Nordeste; Rio Maracatu, que canta ritmos de Pernambuco; el Super Mario Bloco, un bloco nerd fundado en 2012; el New Kids on the Bloco, el nuevo nombre de la tradicional Banda Rodolfo Dantas, interpreta grandes éxitos pop en versiones más instrumentales. Y Thriller Elétrico, que reúne a fans del cantante Michael Jackson. La Asociación de Profesionales y Amigos del Funk crea un bloco dedicado al funk carioca.
En 2015, surgieron los siguientes blocos: Brasília Amarela, que rinde homenaje a las Mamonas Assassinas; Match Comigo, inspirado en la aplicación smartphone de citas Tinder; y Pega no Meu Pau de Selfie e Balança, cuya inspiración vino de la fiebre del llamado "selfie stick". Al año siguiente pasó a llamarse Pega na Minha Tocha e Balança en referencia a los Juegos Olímpicos de Río 2016.

### Marchinhas - Patrimonio Inmaterial de Río
En 2015, con motivo del 450º aniversario de la ciudad, el Instituto Rio Patrimônio da Humanidade (IRPH) reconoció las marchinhas de carnaval como patrimonio inmaterial de Río de Janeiro por considerarlas una manifestación típicamente carioca y un género musical que se ha popularizado en todo el país, contribuyendo al legado de varios artistas y ayudando a construir la identidad carnavalesca carioca y nacional. 

### Bloques extranjeros en la fiesta

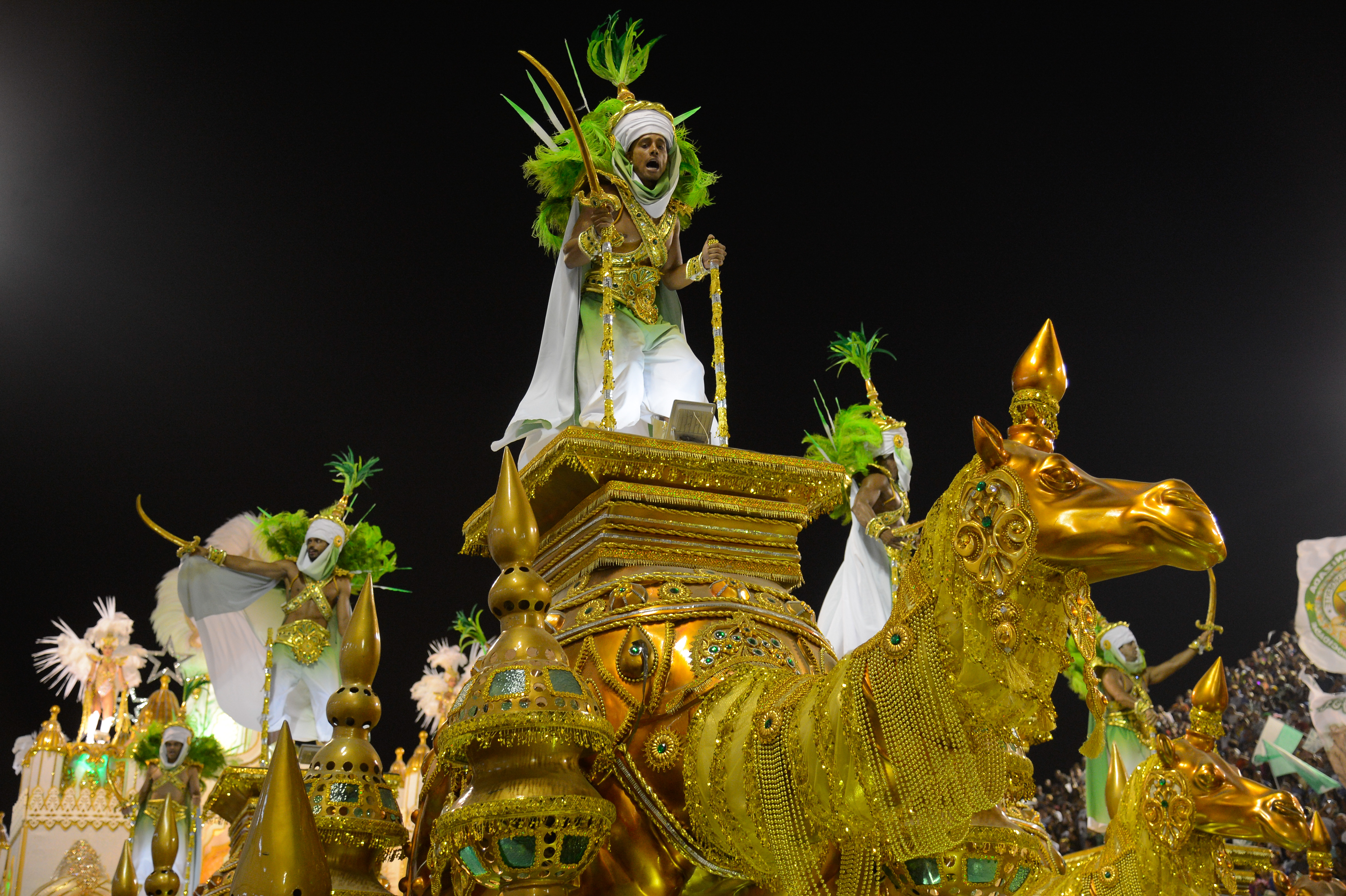
Reproducción de una caravana en el desfile de la Mocidade Independente de Padre Miguel en 2017

La diversidad del carnaval callejero de Río va más allá de la variedad de ritmos y temas, abarcando también desfiles de bloques formados por extranjeros, como fue el caso del bloco británico Carnaval Transatlântico, que debutó en 2014, y del bloco francés Ulalá Balancê, que apareció en 2013. {«'Carnaval Transatlántico': el bloque británico debuta en Lapa este sábado». O Dia (en portugués de Brasil).</ref>

### Libro de los récords
En la década de 2000, el carnaval callejero de Río de Janeiro volvió a crecer y fue reconocido oficialmente por el Libro Guinness de los récords en 2004 como el mayor carnaval del mundo, con aproximadamente 2 millones de personas al día y 400.000 visitantes extranjeros. 
En 2014, según datos de la Compañía de Turismo del Municipio de Río de Janeiro (Riotur), el carnaval callejero de la ciudad habría sacado a la calle a más de 5 millones de personas, de los cuales 918.000 habrían sido turistas, pero sin especificar el número exacto de extranjeros. También habría generado unos 2.000 millones de reales para la economía local.